# Hypsiclès
Hypsiclès d'Alexandrie (né vers -190, mort vers -120) est un astronome et mathématicien de la Grèce antique. Il est connu pour être l'auteur de De ascensionibus et du livre XIV apocryphe des Éléments d'Euclide et qui a pour objet le dodécaèdre et l'icosaèdre.

## Vie et œuvre
Bien qu'on sache peu de choses sur la vie d'Hypsiclès, on lui attribue la paternité de l'œuvre Περί τὴς τῶν ζωδίων ἀναφοράς (De l'ascension des signes zodiacaux), souvent citée sous le titre de sa traduction latine De ascensionibus et qui concerne l'astronomie. Dans ce travail, Hypsiclès démontre un certain nombre de propositions sur les progressions arithmétiques et utilise des valeurs approximatives pour le calcul du temps lié aux signes zodiacaux ascendants. Il est généralement admis que c'est à partir de ses travaux que le cercle fut divisé en 360 parties égales, système sans doute emprunté aux Mésopotamiens : il se base sur des tables tirées d'observations et non sur une méthode trigonométrique à la manière d'Hipparque.
Hypsiclès est plus connu pour avoir écrit le livre XIV apocryphe des Éléments d'Euclide. Celui-ci fut rédigé sur la base du traité d'Apollonius de Perga. On trouve dans ce livre des éléments de comparaison de polyèdres réguliers inscrits dans des sphères, le résultat étant que le rapport des surfaces du dodécaèdre et de l'icosaèdre inscrits dans une même sphère est égal au rapport de leurs volumes, ce rapport valant :
{\displaystyle {\scriptstyle {\sqrt {\frac {10}{3(5-{\sqrt {5}})}}}}.}.
Dans le livre XIV apocryphe, Hypsiclès énonce puis démontre la proposition suivante : « Un même cercle comprend le pentagone du dodécaèdre et le triangle de l'icosaèdre inscrits en une même sphère. »